# Ховитт, Питер Уилкинсон
Питер Уилкинсон Ховитт (англ.  Peter Wilkinson Howitt; род. 31 мая 1946, Торонто) — канадский экономист, эмерит-профессор социологии кафедры имени Лин Кроста и эмерит-профессор экономики Брауновского университета, соавтор модели Агьона-Ховитта, президент Канадской экономической ассоциации в 1993—1994 годах.

## Биография
Питер родился 31 мая 1954 года в Торонто.
Ховитт получил степень бакалавра с отличием в 1968 году в университете Макгилла, степень магистра по экономике в 1969 году в университете Западного Онтарио. В 1973 году был удостоен докторской степени в Северо-Западном университете за работу «Изучение теории монетарной динамики».
Преподавательскую деятельность начал в 1972—1977 годах в должности ассистента профессора, ассоциированного профессора в 1977—1981 годах университета Западного Онтарио. В 1981—1996 годах был назначен на должность полного профессора, в 1990—1995 годах был профессором финансов в университете Западного Онтарио.
В 1996—2000 годах профессор, заведующий кафедры в университете штата Огайо. В 2000—2001 годах профессор кафедры имени Чарльза Питтс Робинсона и Джона Палмер Барстоу, профессор экономики в 2000—2012 годах в Брауновском университете. Параллельно являлся профессором социологии кафедры имени Лин Кроста Брауновского университета в 2001—2012 годах. С 2013 года является эмерит профессор социологии кафедры имени Лин Кроста и эмерит профессор экономики Брауновского университета.
Был приглашенным профессором в Еврейском университете в Иерусалиме в 1980 году, в университете Лаваля в 1985 годах, в Массачусетском технологическом институте в 1988 году, в Сорбонне в 1989 году, в Тулузском университете в 1995—1996 годах. Был помощником редактора журнала Canadian Journal of Economics в 1978—1981 году, членом редколлегии American Economic Review в 1980—1983 годах, членом редколлегии Journal of Economic Literature в 1992—2003 годах. Был президентом в 1993—1994 годах Канадской экономической ассоциации, сотрудником Канадского института перспективных исследований в 1994—2002 годах, помощником редактора журнала Econometrica в 1995—1998 годах, редактором Journal of Money, Credit, and Banking в 1997—2000 годах, помощником редактора Macroeconomic Dynamics в 1997—2001 годах, международным членом C. D. Howe Institute в 2003 году.
Является членом Королевского общества Канады с 1992 года, феллоу Эконометрического общества с 1994 года, помощником редактора Journal of Economic Growth с 1996 года, членом международного научного комитета «L’Actualité économique» с 1998 года, членом CESifo Центра экономических исследований с 1999 года, членом редколлегии журнала Journal of Macroeconomics с 2000 года, научным сотрудником NBER с 2001 года, международным членом в 2005 году и сотрудником в 2011—2015 годах, учёным инновационной политики с 2015 года института Хоу.

## Вклад в науку
Питер Ховитт известен как соавтор модели Агьона-Ховитта.

## Награды
За свои достижения в области экономики был удостоен ряда наград:
- 2003 — вошёл в листинг Who’s Who in Economics;
- 2009 — почётный доктор наук (Honoris causa) университета Гелфа[англ.];
- 2015 — почётный профессор экономики университета Западного Онтарио.